# Людмила Сланева
Людмила Сланева (нар. 25 лютого 1975 року, Тетово, Народна Республіка Болгарія) — болгарська співачка та акторка.

## Дискографія
- Можеш (2005)

| Гітара | Це незавершена стаття про співачку. Ви можете допомогти проєкту, виправивши або дописавши її. |